# Mubi
Mubi (estilizada como MUBI; anteriormente The Auteurs) é uma plataforma global de streaming de filmes com curadoria, produtora e distribuidora de filmes. A MUBI produz e distribui nos cinemas filmes de cineastas emergentes e consagrados, que estão disponíveis exclusivamente em sua plataforma. Além disso, publica a Notebook, revista de crítica de cinema e notícias, e oferece ingressos semanais de cinema para filmes selecionados de estreia por meio da MUBI GO.

## História
Inicialmente chamado The Auteurs, a MUBI foi fundado em 2007 por Efe Cakarel como uma rede social para cinéfilos.
Em maio de 2010, sob o nome MUBI, a empresa anunciou sua assinatura estaria disponível na Europa no via PlayStation 3, com a aplicação na loja PSN disponível a partir de novembro. Em 2011, um canal da MUBI estava disponível na linha Bravia da Sony.
A partir de 2012, a MUBI iniciou um modelo de vídeo sob demanda organizado por curadores para determinados clientes. No lugar de uma grande cinemateca disponível à la carte, a MUBI apresenta um conjunto de 30 filmes que permanecem disponíveis por 30 dias. A cada dia um novo filme está disponível, com a saída de outro filme. A partir de fevereiro de 2014, esse serviço se tornou disponível para todos os clientes.[carece de fontes?]
Em agosto de 2013, a MUBI lançou um aplicativo para iPad , em inglês e outros cinco idiomas. O aplicativo permite assistir aos 30 filmes da seleção atual ou enviar o filme para uma Apple TV utilizando o AirPlay.[carece de fontes?]
Em 2015, a MUBI tem mais de 7 milhões de associados e escritórios da empresa em São Francisco, Londres, Munique e Istambul.
Em 20 de setembro de 2024, a MUBI lançou The Substance nos cinemas de todo o mundo. O filme obteve sucesso tanto crítico quanto comercial e arrecadou US$ 77 milhões, tornando-se a maior bilheteria da história da distribuidora. A produção foi premiada no Festival de Cannes 2024 com o prêmio de Melhor Roteiro e recebeu o Globo de Ouro de Melhor Atriz em Filme de Comédia ou Musical, que recebeu um prêmio do Festival de Cinema de Cannes de Melhor Roteiro e o Globo de Ouro de Melhor Atriz em Comédia ou Musical, além de outras 4 indicações no 82º Globo de Ouro, 5 indicações ao Oscar 2025 (Melhor Filme, Melhor Direção, Melhor Roteiro Original, Melhor Atriz e Melhor Maquiagem e Penteados), e  5 indicações nos Prêmios da Academia Britânica de Cinema (BAFTA 2025).
Em maio de 2025, a MUBI recebeu um investimento de 100 milhões de euros da empresa de capital de risco Sequoia Capital, que avaliou a plataforma de streaming em cerca de US$ 1 bilhão de dólares.  O investimento gerou críticas devido aos vínculos da Sequoia com a Kela, uma startup israelense de inteligência artificial para uso militar, fundada por ex-oficiais de inteligência durante a invasão de Israel à Faixa de Gaza [en], em 2023. Movimentos como o BDS (Boicote, Desinvestimentos e Sanções) e o grupo Film Workers for Palestine condenaram a decisão da MUBI, incentivando boicotes e exigindo que a empresa devolvesse os recursos. Em junho de 2025, a MUBI confirmou a parceria comercial com a Sequoia, mas declarou não compartilhar das posições políticas de seus investidores e que o objetivo deste investimento seria apoiar sua missão global de promoção do cinema independente.

## MUBI Notebook
A MUBI também hospeda a revista eletrônica The Notebook, editada por Daniel Kasman.

## Lançamentos MUBI
A MUBI também atua como distribuidora de filmes. Além de lançar produções em sua plataforma, iniciou a distribuição nos cinemas dos Estados Unidos e do Reino Unido em 2016, expandindo suas atividades para a América Latina e Alemanha em 2021.
2020
- Matthias & Maxime – Austrália, Índia, América Latna (exceto México), Nova Zelândia, Estados Unidos, Reino Unido e Irlanda; também exibido no Festival do Rio e no Festival Mix Brasil[16]

2021
- First Cow (e nos cinemas pela Vitrine Filmes)[17]
- Titane[18] (também apresentado na Mostra Internacional de Cinema de São Paulo e no Festival Varilux de Cinema Francês) (somente em poucas sessões especiais)[19]
- Doraibu mai kā (junto com a O2 Play nos cinemas)[20]

2022
- Crimes of the Future[21]
- Memoria[21]

2023
- Priscilla[22]

2024
- The Substance[23]

2025
- O Agente Secreto (TBA) – Reino Unido, Irlanda, Índia e América Latina (exceto Brasil, onde será distribuido pela Vitrine Filmes)[24][25]